# Гуссенс, Юджин Эйнсли
Юджин Гу́ссенс (полное имя Юджин Эйнсли Гуссенс, англ. Eugène Aynsley Goossens; 26 мая 1893, Лондон — 13 июня 1962) — британский дирижёр и композитор фламандского происхождения, сын Эжена Гооссенса, брат Леона Гуссенса.

## Биография
Учился музыке в Брюгге, затем в Ливерпуле и наконец в лондонском Королевском музыкальном колледже под руководством Чарльза Вильерса Стэнфорда и Акилле Риварде. В 1912—1915 годах играл на скрипке в оркестре Томаса Бичема, затем стал помощником дирижёра, в 1916 году привлёк к себе первое внимание, когда под его руководством состоялась премьера оперы Стэнфорда «Критик». Одновременно с 1915 года играл на скрипке в Филармоническом квартете (вместе с виолончелистом Седриком Шарпом). В 1921 году ушёл от Бичема и создал собственный оркестр, в частности, исполнивший впервые в Великобритании музыку балета Стравинского «Весна священная» (7 июня 1921 года в присутствии композитора).
В 1923 году Гуссенс был приглашён в Рочестер (США) в качестве дирижёра вновь созданного местного филармонического оркестра, которым руководил (в 1923-1925 годах совместно с Альбертом Коутсом) до 1931 года. Одновременно преподавал в Истменовской школе музыки. 
В 1931—1946 годах он руководил Симфоническим оркестром Цинциннати. 
В 1947 году Гуссенс переехал в Австралию и возглавил Сиднейский симфонический оркестр и Консерваторию Нового Южного Уэльса. 
В 1955 году он был возведён в рыцарский чин, однако уже в 1956 года был вынужден оставить все посты из-за публичного скандала в связи с обнаруженными у него порнографическими фотографиями. Гуссенс вернулся в Англию и до конца жизни практически не концертировал, однако оставил несколько поздних записей, в частности, впечатляющую запись «Празднеств Рима» Отторино Респиги.
Композиторское наследие Гуссенса включает оперу «Дон Жуан из Манары», ораторию «Апокалипсис», две симфонии (1940 и 1945), концерт для гобоя с оркестром (1927, предназначен для его брата Леона), два струнных квартета, две скрипичные сонаты, другую камерную музыку. Как дирижёр Гуссенс особенно известен тем, что в 1942 году от имени оркестра Цинциннати заказал целому ряду американских композиторов торжественные пьесы в честь героизма солдат Второй мировой войны — среди восемнадцати пьес, исполненных оркестром в сезоне 1942-1943 годах, были и знаменитые «Фанфары простому человеку» Аарона Копленда.
Скандальный роман Гуссенса с адептом эротического оккультизма Розалин Нортон, приведший к завершению его карьеры, нашёл отражение в нескольких художественных произведениях, в том числе в опере австралийского композитора Дрю Кроуфорда «Юджин и Роя» (англ. Eugène & Roie; 2004).